# Trzcieliny (gmina Odolanów)
Trzcieliny – osada w Polsce położona w województwie wielkopolskim, w powiecie ostrowskim, w gminie Odolanów. Miejscowość wchodzi w skład sołectwa Nadstawki.
Miejscowość położona była W latach 1975–1998 w województwie kaliskim, a przed rokiem 1975 i od 1999 w powiecie ostrowskim.